# Armin Stöwe
Armin Stöwe (* 1950 in Göttingen; † 2005 nahe Berlin; auch: Armin Stoewe geschrieben) war ein deutscher Keyboarder, Synthesizer- und Elektronikmusiker sowie vielseitiger Elektronikentwickler.
1972 veröffentlichte Armin Stöwe das erste Album seiner 1969 gegründeten Band SIXTY NINE unter dem Titel Circle of the Crayfish. Im gleichen Jahr traten SIXTY NINE beim Giant-Pop-Festival in Würzburg, der Hard-Rock-Night in Saarbrücken und dem Höxter-Festival auf und ließen 1973 ca. 100 weitere Konzerte folgen, wobei Stöwe und sein Partner Roland Schupp u. a. mit Golden Earring und West, Bruce & Laing auftraten. Für das 1974 erschienene Doppelalbum Sixty Nine Live wurden Mitschnitte aus Mainz und Hamburg verwendet und von Conny Plank als Toningenieur bearbeitet. 1976 lernte Stöwe die Musiker Reinhard Karwatky und Ingo Werner kennen, mit denen er das Musik-Trio AIR bildete.
Seit Mitte der 1970er Jahre entwickelte Armin Stöwe zudem gemeinsam mit Ingo Werner (erst im eigenen GENERAL ELECTRONIC PLASTIC STUDIO, später dann im gemeinsamen Tonstudio Stöwe-Werner) die Konzeption eines polyrhythmischen, polyphonen und polydynamischen Sequenzers, der später im Auftrag von Ingenieur Wolfgang Palm aus Hamburg weiterentwickelt werden konnte. Da die Palm Products GmbH / PPG das Gerät nicht zur Serienreife bringen und in das PPG Produkt-Konzept integrieren konnte, arbeitete Stöwe parallel mit diversen Musik-Computern und Synthesizer-Systemen. Er programmierte auf MP-Basis Musiksoftware für Mini-Sequenzer und polyrhythmische Pulsgeber. Danach entwickelte und baute er Effektgeräte, wie einen 10 Kanal-Flanger, einen 24-Band-Stereo-Vocoder, einen 64-Step-Digitalsequenzer oder Rhythmusgeräte. Am 10. und 13. September 1980 ehrte die ars electronica Stöwes Gesamtleistung im Bereich der elektronischen Musiker mit zwei Auftritten der Gruppe AIR. Während dieser Zeit erfolgten zudem mehrere Jazz- und Elektronik-Produktionen Stöwes, auch mit anderen Musikern.
Stöwes Event-Generator für das PPG Waveterm 340 (PPG Event-Generator System 380, 16-stimmiger, polyrhythmischer Sequenzer für zwei Wave-Computer-Systeme) wurde auf der Frankfurter Musikmesse 1984 vorgeführt, aber wie einige weitere fertig entwickelte PPG Produkte (z. B. der „Realizer“) nicht mehr für den Verkauf gebaut. 1985 überraschte Stöwe mit der Eigenentwicklung eines innovativen Raumklang-Beschallungssystems namens OCTON (mit acht Lautsprechern für jede Ecke eines Raumes) nochmals die Fachwelt. Diese Entwicklung konnte sich jedoch ebenfalls nicht kommerziell durchsetzen, obwohl Stöwe sie 1986 auf der Musikmesse in Frankfurt und wenig später bei einer Veranstaltung des BDI vorstellte. Das kurz zuvor entwickelte amerikanische Dolby Surround System erreichte erst zehn Jahre später ähnliche Klangeindrücke.
2005 verstarb Armin Stöwe in der Nähe von Berlin durch Suizid. Stöwe hatte sich dort nach der Wende eine alte Kaserne der NVA gekauft, in welcher er Synthesizer-Raritäten wie PPG-Computer, Oberheim Synthesizer, ein MOOG-Modular-System und hunderte weitere Sachen ausgestellt hatte. Nachdem Stöwes Witwe und seine Tochter das Erbe ausschlugen, wurde der künstlerische und technische Nachlass Armin Stöwes öffentlich versteigert bzw. verkauft.